# Манушкіно (селище при станції)
Манушкіно (рос. Манушкино) — селище залізничної станції у Всеволожському районі Ленінградської області Російської Федерації.
Населення становить 9 осіб. Належить до муніципального утворення Колтушське сільське поселення.

## Історія
Від 1 серпня 1927 року належить до Ленінградської області.

## Населення
| 2007 | 2010 | 2017 |
| ---- | ---- | ---- |
| 1    | ↗12  | ↘9   |